# Carlo Gualterio
Carlo Gualterio (né en 1613 à Orvieto en Ombrie, alors dans les États pontificaux, et mort le 1er janvier 1673 à Rome) est un cardinal italien du XVIIe siècle.
Sa mère est une nièce du cardinal Silvio Antoniano (1599). Il est le grand-oncle du cardinal Filippo Antonio Gualterio (1706) et l'arrière-grand-oncle du cardinal Luigi Gualterio (1759).

## Biographie
Carlo Gualterio est référendaire au tribunal suprême de la Signature apostolique et recteur de l'Université de Rome « La Sapienza ».
Le pape Innocent X le crée cardinal lors du consistoire du 2 mars 1654. Le cardinal Gualterio participe au conclave de 1655, lors duquel Alexandre VII est élu pape, et à ceux de 1667 (élection de Clément IX) et de 1669-1670 (élection de Clément X).

## Succession apostolique
Carlo Gualterio a ordonné les évêques suivants :
- Archevêque Giannotto Gualterio (1668)